# Operation Plumbbob
Operation Plumbbob war die 14. Serie von US-amerikanischen Kernwaffentests, die zwischen dem 24. April und 7. Oktober 1957 auf der Nevada Test Site durchgeführt wurde. Sie war die größte und längste Serie von Atombombentests innerhalb der Vereinigten Staaten. Insgesamt wurden 30 Bomben getestet, wobei sechs Bomben Sicherheitstests waren und es bei zweien zu keiner Kernspaltung kam.

## Ziele
Das Hauptziel von Plumbbob war, Sprengköpfe für Interkontinental- und Mittelstreckenraketen zu testen. Auch wurden Sprengköpfe mit geringer Sprengkraft getestet, die gegen U-Boote und Flugzeuge einsetzbar waren. Hierbei wurde auch der erste und bisher einzige Test einer nuklearen Luft-Luft-Rakete durchgeführt. Getestet wurde eine AIR-2 Genie, die von einer Northrop F-89J Scorpion in 5.640 Metern Höhe gestartet wurde.
Während weiterer 43 Tests wurden die Auswirkungen eines Kernwaffenangriffs auf zivile und militärische Ziele untersucht. Bestandteil dieser Versuche waren Studien über Strahlung und deren Einfluss auf Lebewesen. So wurden während der gesamten Operation insgesamt 1.200 Schweine beobachtet. Bei der Explosion des Priscilla-Testes wurden 719 Schweine in verschiedenen Experimenten verwendet, zum Beispiel um geeignete Schutzwesten gegen eine thermonukleare Explosion zu entwickeln.
Etwa 18.000 Soldaten der Air Force, Army, Navy und des Marine Corps nahmen an Gefechtsübungen während Plumbbob teil. Das Militär wollte untersuchen, wie Soldaten mit einem Atomkrieg umgehen würden. Während der Übungen wurden die Soldaten einer viel zu hohen Strahlendosis ausgesetzt. Im Jahre 1980 wurden bei einer Umfrage bei den Soldaten, die beim Smoky-Test teilnahmen, deutlich erhöhte Leukämieraten entdeckt. Auch wurden Experimente durchgeführt, um die Sicherungsmaßnahmen von Kernwaffen zu überprüfen. Aufgrund dieser Tests wurden bessere Sicherungssysteme entwickelt, die Kernwaffen vor versehentlichem Auslösen, zum Beispiel durch einen Flugzeugabsturz, schützen sollen.

## Die einzelnen Tests der Plumbbob-Serie
Die Tests wurden entweder nach verstorbenen Wissenschaftlern oder nordamerikanischen Bergen benannt.
| Bombe          | Datum / Zeit (GMT)       | Test- gelände | Explosions- höhe      | Testart          | Sprengkraft (vorher- gesagte)     | Anmerkungen |
| -------------- | ------------------------ | ------------- | --------------------- | ---------------- | --------------------------------- | --- |
| Project 57     | 24. April 1957 16:27 Uhr | Area 13       | 0 Meter 0 Fuß         | Turm             | 0 kT (11 kT)                      | Sicherheitstest |
| Boltzmann      | 28. Mai 1957 11:55 Uhr   | Area 7c       | 152 Meter 500 Fuß     | Turm             | 12 kT (11 kT)                     | |
| Franklin       | 2. Juni 1957 11:55 Uhr   | Area 3        | 91 Meter 300 Fuß      | Turm             | 140 T (2 kT)                      | Fehlzündung, erreichte nur 7 % der vorherberechneten Sprengkraft |
| Lassen         | 5. Juni 1957 11:45 Uhr   | Area 9a       | 152 Meter 500 Fuß     | Ballon           | 0,5 T (600 T)                     | |
| Wilson         | 18. Juni 1957 11:45 Uhr  | Area 9a       | 152 Meter 500 Fuß     | Ballon           | 10 kT (8 kT bzw. 2–12 kT)         | |
| Priscilla      | 24. Juni 1957 13:30 Uhr  | Area 5        | 213 Meter 700 Fuß     | Ballon           | 37 kT (40 kT)                     | Die Wirksamkeit einer Mark-39 gegenüber Schutzbunkern wurde getestet. |
| Coulomb-A      | 1. Juli 1957 17:30 Uhr   | Area 3h       | 0 Meter 0 Fuß         | Boden            | 0 T (1–2 lb)                      | Sicherheitstest |
| Hood           | 5. Juli 1957 11:40 Uhr   | Area 9a       | 457 Meter 1500 Fuß    | Ballon           | 74 kT (60–80 kT)                  | größter oberirdischer Test auf dem amerikanischen Kontinent; erster Test einer zweistufigen Fusionsbombe auf der Nevada Test Site; 2500 Marineinfanteristen nahmen an der Militärübung Desert Rock VII teil |
| Diablo         | 15. Juli 1957 11:30 Uhr  | Area 2b       | 152 Meter 500 Fuß     | Turm             | 17 kT (11–15 kT)                  | |
| John           | 19. Juli 1957 14:00 Uhr  | Area 10       | 5640 Meter 18.500 Fuß | Luft-Luft-Rakete | 1,7 kT (1,7 kT)                   | Erster und einziger Test einer nuklearen Luft-Luft-Rakete. Abgefeuert wurde eine AIR-2 Genie von einer Northrop F-89J Scorpion in 5640 m Höhe. |
| Kepler         | 24. Juli 1957 11:50 Uhr  | Area 4        | 152 Meter 500 Fuß     | Turm             | 10 kT (11 kT)                     | |
| Owens          | 25. Juli 1957 13:30 Uhr  | Area 9b       | 152 Meter 500 Fuß     | Ballon           | 9,7 kT (2–10 kT)                  | |
| Pascal-A       | 26. Juli 1957 08:00 Uhr  | Area 3        | −147 Meter −485 Fuß   | Schacht          | „geringfügig“: etwa 55 T (1–2 lb) | Sicherheitstest; erster Kernwaffentest in einem Schacht |
| Stokes         | 7. Aug. 1957 12:25 Uhr   | Area 7b       | 460 Meter 1500 Fuß    | Ballon           | 19 kT (10–20 kT)                  | Test des nuklearen Gefechtskopfs W-30 |
| Saturn         | 10. Aug. 1957 01:00 Uhr  | Area 12c      | −30 Meter −100 Fuß    | Tunnel           | 0 kT (100 lb)                     | Sicherheitstest in einem Tunnel |
| Shasta         | 18. Aug. 1957 12:00 Uhr  | Area 2a       | 152 Meter 500 Fuß     | Turm             | 17 kT (11–15 kT)                  | |
| Doppler        | 23. Aug. 1957 12:30 Uhr  | Area 7        | 457 Meter 1500 Fuß    | Ballon           | 11 kT                             | |
| Pascal-B       | 27. Aug. 1957 22:35 Uhr  | Area 3c       | −152 Meter −500 Fuß   | Schacht          | 0,3 kT (1–2 lb)                   | Sicherheitstest in einem Schacht. Bei diesem Test wurde der Schacht mit einer ca. 900 kg schweren Stahlplatte verschlossen. Die bei dem Test weggeschleuderte Platte wurde nie gefunden und ist bis heute Teil umfangreicher Spekulationen, welche ein Verlassen der Erdatmosphäre für möglich halten. Sie beziehen sich dabei auf theoretische Berechnungen und die Auswertung weniger Bilder einer Hochgeschwindigkeitskamera, die eine Beschleunigung der Platte bis auf die 5 bis 6-fache Fluchtgeschwindigkeit der Erde ergeben. Somit könnte die Platte das erste künstliche Objekt sein, das einen Erdorbit erreicht oder sogar das Schwerefeld der Erde verlassen hat. Kritiker vermuten jedoch, dass die Platte vollständig in der Erdatmosphäre verglühte. |
| Franklin Prime | 30. Aug. 1957 12:40 Uhr  | Area 7b       | 230 Meter 750 Fuß     | Ballon           | 4,7 kT (2 kT)                     | Wiederholung des Franklin-Testes |
| Smoky          | 31. Aug. 1957 12:30 Uhr  | Area 8        | 210 Meter 700 Fuß     | Turm             | 44 kT (45–50 kT)                  | Test der ersten und zweiten Stufe für die Entwicklung der strategischen Bombe B41; zweiter Test einer Wasserstoffbombe auf dem amerikanischen Kontinent; nach der Zündung rückten Kampftruppen bis zu 100 Meter an das Zentrum der Explosion heran Erster Test zur Erforschung der Effekte der Druckwelle auf zerklüftetes bzw. bergiges Terrain im Vergleich zu flachem Gelände. |
| Galileo        | 2. Sep. 1957 12:40 Uhr   | Area 1        | 152 Meter 500 Fuß     | Turm             | 11 kT                             | |
| Wheeler        | 6. Sep. 1957 12:45 Uhr   | Area 9a       | 152 Meter 500 Fuß     | Ballon           | 197 T (200 T)                     | wahrscheinlich Prototyp des Sprengkopfes W54 für die Davy Crockett |
| Coulomb-B      | 6. Sep. 1957 20:50 Uhr   | Area 3g       | 0 Meter 0 Fuß         | Boden            | 0,3 kT (1–2 lb; max. 20 T)        | Sicherheitstest |
| Laplace        | 8. Sep. 1957 13:00 Uhr   | Area 7b       | 230 Meter 750 Fuß     | Ballon           | 1 kT (1,5–2 kT)                   | |
| Fizeau         | 14. Sep. 1957 16:45 Uhr  | Area 3b       | 152 Meter 500 Fuß     | Turm             | 11 kT (8–10 kT)                   | |
| Newton         | 16. Sep. 1957 12:50 Uhr  | Area 7b       | 457 Meter 1500 Fuß    | Ballon           | 12 kT (50–70 kT)                  | |
| Rainier        | 19. Sep. 1957 16:59 Uhr  | Area 12       | −274 Meter −899 Fuß   | Tunnel           | 1,7 kT                            | Erste unterirdische Explosion, bei der keine Spaltprodukte an die Oberfläche gelangten |
| Whitney        | 23. Sep. 1957 12:30 Uhr  | Area 2        | 152 Meter 500 Fuß     | Turm             | 19 kT (15 kT)                     | |
| Charleston     | 28. Sep. 1957 13:00 Uhr  | Area 9        | 450 Meter 1500 Fuß    | Ballon           | 12 kT (weniger als 50–100 kT)     | fehlgeschlagener Test einer Fusionsbombe |
| Morgan         | 7. Okt. 1957 13:00 Uhr   | Area 9        | 152 Meter 500 Fuß     | Ballon           | 8 kT (2–10 kT)                    | |

## Galerie

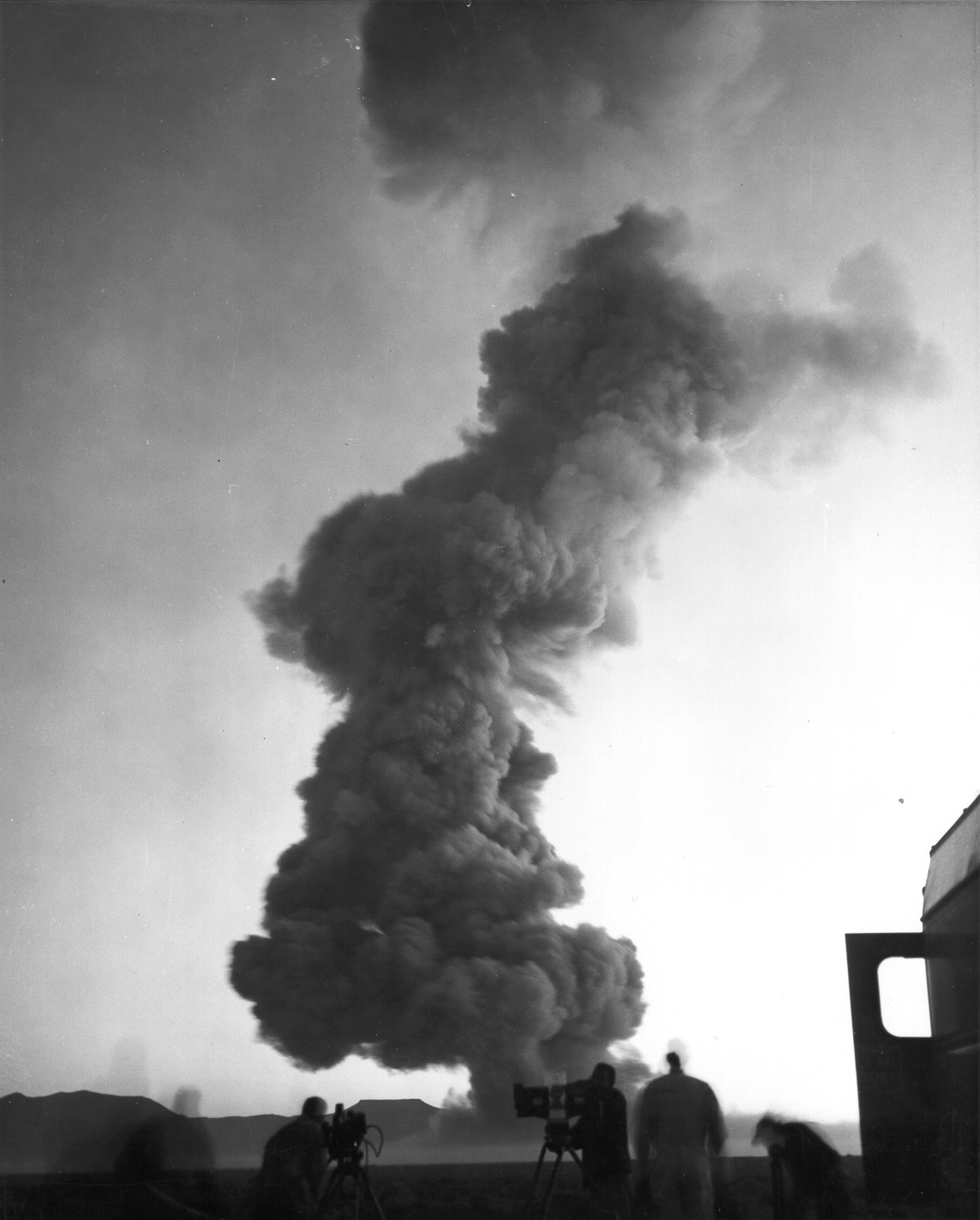
Test der Wasserstoffbombe Hood, die radioaktive Wolke stieg bis in eine Höhe von 13,3 km
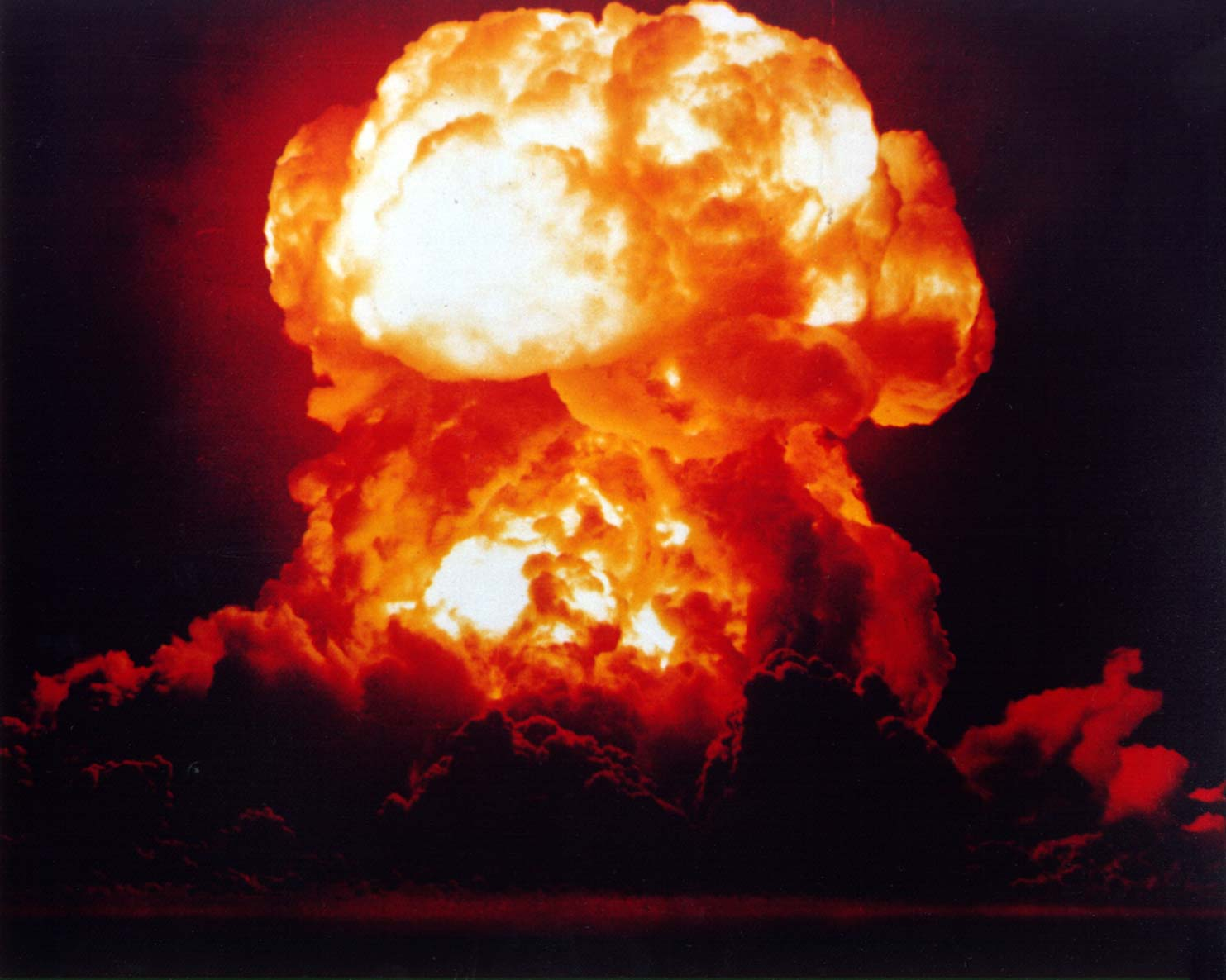
Plumbbob Smoky
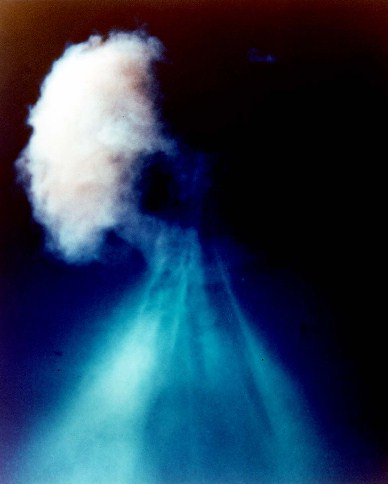
Plumbbob John – Einziger Test einer nuklearen Luft-Luft-Rakete. Abgefeuert wurde eine AIR-2 Genie von einer Northrop F-89J Scorpion in 5.640 Metern Höhe.
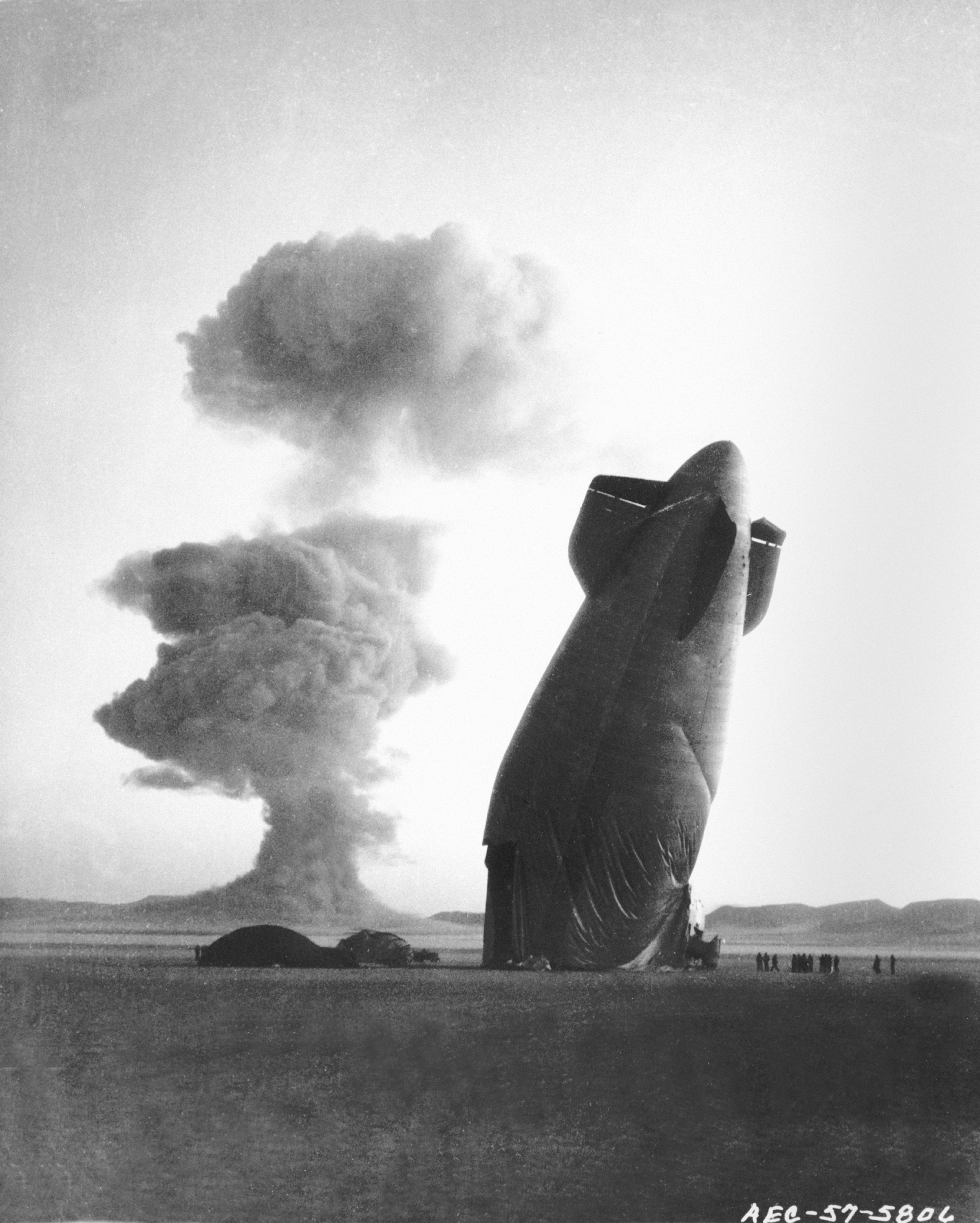
Das Heck eines unbemannten Luftschiffes, das durch die Druckwelle bei der Stokes Explosion abstürzte. Das Luftschiff wurde verwendet, um die Auswirkungen der Explosion und der Druckwelle festzustellen. Dafür befand es sich fünf Meilen (8 km) vom Ground Zero entfernt.